# Sahand
 Ovo je glavno značenje pojma Sahand. Za druga značenja pogledajte Sahand (razdvojba).
Sahand (perz. سهند) je vulkanska planina na sjeverozapadu Irana, u pokrajini Istočni Azarbajdžan. Zajedno sa Sabalanom i Araratom u susjednoj Turskoj predstavlja tektonski aktivnu vulkansku regiju u kojoj su učestali snažni potresi. Najveća nadmorska visina teško erodiranog vrha ovisno o izvorima iznosi 3707 ili 3710 m. Veliki gradovi smješteni na njegovim padinama su Maraga i Tabriz.

## Zemljopis
Masiv Sahanda približnog je promjera od 90 km i smješten je u središtu prostrane depresije kod jezera Urmije prema zapadu, ravnica Tabriza prema sjeveru odnosno Mijandoaba prema jugu čija su brda oblikovana nezavisno od okolnih vulkanskih masa. Njegov oblik sastoji se od više vulkanskih planina što ga čini bitno različitim od planinskog reljefa u široj okolici odnosno ostalih iranskih vulkana, a rezultat je dugog procesa erozije koja je razorila stožastu strukturu pa se središnja planina danas sastoji od tri glavna vrha međusobno udaljena 10-12 km. Najviši među njima je Džam čija nadmorska visina ovisno o izvorima iznosi 3707 ili 3710 m. Prema zemljopisnoj bazi podataka GeoNames, Sahand ima ukupno 26 vrhova viših od 3000 m:
| - Džam - Bajandor Girvesi - Kuč-Goli - Haram | - Boz - Kermeš - Mejdan - Nal Mihtakan Girvesi | - Girve - Soltan - Gozal Bolagi - Sulejman Daresi | - Širšir - Kamal - Matal - Torpaklu | - Darviš - Ali-Vari - Sarom-Sahli - Damirli | - Novkez - Zari - Sile-Sardagi - Šekar | - Mal - Čah-Čah |

Navedeni vrhovi pokriveni su snježnim kapama koje opskrbljuju vodom brojne potoke i manje rijeke, a može ih se podijeliti u dva slijeva − urmijski i kaspijski. Urmijski slijev obuhvaća zapadne vodotoke koji izravno utječu u jezero odnosno sjeverne koji se spajaju na Talhe-Rud, a kaspijski jugoistočne pritoke Ajdugmuša koji se kod Mijane nadovezuju na Sefid-Rud. Zbog utjecaja vlažne sredozemne klime, padine koje gravitiraju prema zapadu i jugu imaju prosječnu godišnju količinu padalina od 500-600 mm i bogatije su vodotocima koji oblikuju jaruge, kanjone i doline s bujnom vegetacijom. S druge strane, utjecaji jezera poput Urmije ili Kaspijskog jezera potpuno su zanemarivi za ovo podneblje. Prisutnost dijapira na planini ima negativan utjecaj na kvalitetu vode jer ponegdje može biti vrlo slana odnosno neupotrebljiva za piće ili čak navodnjavanje. Međutim, zbog navedenog fenomena brojna mjesta podno Sahanda obiluju toplicama.
Sjeverno od Sahanda smješteni su Sardrud, Hosrošaher i velegrad Tabriz, prema zapadu se nalaze gradići Mamkan, Gugan i Azaršaher, dok se na njegovim južnim obroncima nalaze Maraga i Bonab. Nadmorska visina podnožja iznosi 1600-1800 m prema istoku i 1200-1300 m prema ostalim rubovima. Južne i jugozapadne padine koje gravitiraju Maragi i Bonabu blaže su od ostatka i na njima se nalaze brojni pašnjaci. Na nižim visinama prevladavaju žutika, marelica, badem i orah, a na višim divizma, timijan i metvica. Veliki opus u istraživanju ruralnih svojstava ovih krajeva ostavio je francuski iranist X. de Planhol prema kojem se poljoprivredno orijentirani Sahand razlikuje od susjednog Sabalana na kojem je povijesno prevladavalo nomadstvo. Naselja na Sahandu raširena su do 2500 m visine, a jedna od ruralnih karakteristika su sezonske migracije prema nižim područjima prilikom hladnih mjeseci. Iako je lokalno stanovništvo jezično turcizirano kroz više stoljeća, oko 75% toponima na Sahandu i dalje je iranskog podrijetla.

## Geologija
Zajedno sa Sabalanom i Araratom u susjednoj Turskoj, Sahand u užem smislu predstavlja tektonski aktivnu vulkansku regiju u kojoj su učestali snažni potresi. Ove prirodne katastrofe kroz povijest su imale razoran učinak na okolicu, osobito na gusto naseljene gradove poput Tabriza u kojem gotovo ne postoji povijesni spomenik bez pretrpljenog oštećenja. U širem geološkom kontekstu, Sahand predstavlja krajnji sjeverozapadni krak pojasa vulkanskih stijena koji se proteže do Kuh-e Kale-Dohtara u Beludžistanu na jugoistoku. Navedeni subdukcijski pojas rezultat je sudara euroazijske i arapske litosferne ploče koji se odigrava od oligocena, a sam Sahand oblikovan je kroz miocen i donji pliocen. Vulkanska erupcija Sahanda nije zabilježena već tisućama godina, no njegove unutrašnje aktivnosti na površini razabiru razni termalni izvori, mofete i špilje koje ispuštaju sumporovodični plin. Prema mišljenju stručnjaka, posljednje izlijevanje lave nastupilo je prije 0,8-1,2 milijuna godina odnosno tijekom donjeg pleistocena.

## Galerija
- Erozivni magmatski oblici
- Vegetacija
- Panorama
- Planinski vrhovi
- Satelitski prikaz

## Poveznice
- Zemljopis Irana
- Popis iranskih vulkana